# Az Oroszországi Föderáció Északi, Szibériai és Távolkeleti Őslakos Kis Létszámú Népeinek Egyesülete
Az Oroszországi Föderáció Északi, Szibériai és Távolkeleti Őslakos Kis Létszámú Népeinek Egyesülete (orosz nyelven: Ассоциация коренных малочисленных народов Севера, Сибири и Дальнего Востока Российской Федерации; angol nyelven: Russian Association of Indigenous Peoples of the North, angol rövidítése: RAIPON) – 1990-ben alakult oroszországi társadalmi szervezet (obscsesztvennaja organyizacija), nonprofit szervezet. Székhelye Moszkvában van, részlegeket és képviseleteket tart, illetve tarthat fenn más oroszországi városokban is. 
Oroszországban mintegy 40 északi őslakos kis létszámú népet tartanak nyilván a hivatalos listán.

## Céljai
Az alapszabályból kivonatolt néhány fő célja: 
- az OF fenti őslakos népeinek egyesítése
- jogaik és érdekeik védelme
- szellemi, kulturális, társadalmi, gazdasági fejlődésük előmozdítása
- eredeti lakóhelyeik védelme, hagyományos életmódjuk és hagyományos gazdasági tevékenységük megőrzése és fejlesztése
- történelmük, kulturális örökségük, nyelvük, szokásaik, hagyományaik megőrzése, mindezek megismertetésének elősegítése

## Tagsága
Tagjai lehetnek
- természetes személyek, akik az OF valamely fenti őslakos népéhez tartoznak
- jogi személyek, – az OF fenti őslakos népeihez tartozó társadalmi szervezetek.

Fölvehetők a szervezetbe az OF más népeinek állampolgárai is, de társadalmi szervezetei nem. A tagokat egyenlő jogok illetik meg. 
„Tagjai regionális és etnikai egyesülések, melyek 41 népet, összesen mintegy 250 ezer főt képviselnek.” Az egyesület saját honlapján nincsenek feltüntetve tagok vagy tagszervezetek.

## Szervezete, irányítása
Az egyesület irányító szervei: 
- a közgyűlés – négy évente egyszer hívják össze; dönt a legfontosabb kérdésekről, megválasztja az elnököt és a koordinációs tanács tagjait
- a koordinációs tanács – irányító testület, vezetője az egyesület elnöke; négy évre választják, évente legalább kétszer ülésezik
- az elnökség – tagjai az elnök és az elnökhelyettesek; legalább negyedévenként ülésezik
- az elnök – négy évre választják; tk. egyszemélyes végrehajtó szerv; vezeti az egyesület tevékenységét, képviseli az egyesületet és érdekeit a belföldi és külföldi intézményeknél és  szervezeteknél, elnököl az elnökség, a koordinációs tanács és a kongresszus ülésein.

A szervezet munkáját felügyelő bizottság ellenőrzi.
- 1997-től 2013-ig az egyesület elnöke Szergej Nyikolajevics Harjucsi (Jamali Nyenyecföld törvényhozó gyűlésének elnöke 2000–2015).[3]

1997-től egyik elnökhelyettese, 2001-től az első elnökehelyettese Pavel Vasziljevics Szuljandziga. Ugyanő volt az 1990-ben megalakult Kis Létszámú Őslakos Népek Egyesületének első elnöke. 2017 tavaszán elhagyta az országot és politikai menedékjogot kért az Egyesült Államokban.
- 2013-tól az egyesület elnöke: Grigorij Petrovics Ledkov (nyenyec, képviselő a Állami Dumában).

Első elnökhelyettese: Nyina Glebovna Vejszalova

## Tevékenysége
Az egyesület képviselője folyamatos kapcsolatot tart fenn a föderációs kormány illetékeseivel, a föderációs parlament megfelelő bizottságaival. Állandó tagja a nyolc északi ország képviselőiből alakult Arktisz Tanácsnak. Tanácskozási joggal részt vesz az ENSz Gazdasági és Szociális Tanácsának (ECOSOC) munkájában
Az egyesület hivatalos kiadványa: Az őslakos népek világa – Élő Arktisz (Мир коренных народов –  Живая Арктика).1999 óta jelenik meg évente kétszer, ezer példányban.

### Programok, rendezvények
- 2005 óta évente ismétlődő rendezvénysorozata az „Észak kincsei. Oroszországi mesterek és művészek” elnevezésű kiállítás és vásár Moszkvában.[8]
- Ünnepi rendezvény és fórum 2020 tavaszán Moszkvában az egyesület fennállásának 30. évfordulója alkalmából.[9]
- 2017-ben hirdette meg első alkalommal „Észak hangja” (Голос Севера) elnevezésű irodalmi pályázatát és tartotta meg díjátadóját Szentpéterváron. A benevezett alkotásokat az illető népcsoport nyelvén kellett elkészíteni, mellékelve az orosz nyelvű fordítást is.[10][11]